# Eliška Walterová
Eliška Walterová (ur. 13 lipca 1943 w Humpolcu) – czeska pedagog. Zajmuje się pedagogiką porównawczą oraz analizą zagranicznych systemów edukacyjnych i możliwości wykorzystania ich doświadczenia na gruncie czeskim. Jest również autorką nowych programów edukacyjnych, które odzwierciedlają potrzeby szkół i uczniów. Jest założycielką instytutu badawczego na Wydziale Pedagogicznym Uniwersytetu Karola w Pradze.
Napisała książkę Školství - věc /ne)veřejná, która przedstawia wyniki badań w zakresie opinii i stosunku społeczeństwa czeskiego do szkolnictwa i edukacji, w tym spostrzeżeń na temat jego rozwoju, reform i aktualnych problemów. Tłumaczy z języka rosyjskiego.
Jest absolwentką Uniwersytetu Karola w Pradze. Stopień kandydata nauk uzyskała w 1975 r. w Czechosłowackiej Akademii Nauk. W 1994 r. została mianowana profesorem nadzwyczajnym na UK. W 2011 r. przyznano jej posadę profesora na Uniwersytecie Mateja Bela w Bańskiej Bystrzycy.

## Członkostwo
Od 2015 roku jest członkinią Rady Naukowej Wydziału Humanistycznego TBU w Zlínie. W latach 1998–2014 była dyrektorem Instytutu Badań i Rozwoju Edukacji na UK. W okresie 2004–2016 należała do  World Council of Comparative Education Societies (WCCES). 
Należy do rad redakcyjnych czasopism „Orbis scholae”, „Pedagogika”, „Studia pedagogika”. W latach 2004–2010 była także redaktorką „The New Education Review”.